# Менаџмент тоталног квалитета
Менаџмент тоталног квалитета (МТК) је парадигма пословања према којој културна политика организације почива на тежњи да се клијенту константно пружа производ какав жели, и то уз учешће свих чланова организације у континуираном унапређењу процеса, производа, услуге и начина њиховог рада.

## Основне карактеристике
Менаџмент тоталног квалитета подразумева заједничко деловање три елемента:

### Партиципативни менаџмент
Учешће запослених у развоју квалитета у организацији заснива се на чињеници да конкретан посао најбоље познаје појединац који га обавља, стога је управо он особа која може на прави начин унапредити делове радног процеса. Партиципативни менаџмент се заснива на принципима по којима се запосленима обезбеђују услови да прихвате потребу за променама и динамику радног процеса, окружење које их охрабрује да константно предлажу даље искораке ка квалитету, програме едукације који им омогућавају да својим радом допринесу стварању нових вредности, затим поделу одговорности, у смислу независног доношења одлука. Преношењем дела одговорности о квалитету на запослене са нижих хијерархијских лествица у организацији постиже се атмосфера у којој је квалитет истинска брига свих запослених.

### Оријентација на стално унапређење процеса
Оријентација на стално унапређење процеса не усмерава само на производ, као резултат рада, већ и на све повезане поступке који доприносе напредовању организације. Организација која ради по принципима МТК радни процес види као низ повезаних поступака или операција које за резултат имају повећање вредности. Новонастала вредност не предаје се искључиво крајњем кориснику услуге/производа, већ се прослеђује и запосленима. Оријентација на стално побољшање процеса је дугорочна, и ослања се на низ малих унапређења која укључују велики број запослених и подстичу њихово самопоуздање.

### Тимски рад
Тимским радом се превазилазе ограничења у организацији настала поделом на одељења, одсеке, огранке и секторе. Тимове чине представници свих одељења, и сви учествују са задатком да заједничким напором реше проблеме у радном процесу и побољшају његов квалитет.

## Имплементација МТК-а
Процес имплементације МТК одвија се у 3 фазе. Прва фаза отпочиње упознавањем менаџмента организације са овим концептом, почетном обуком највише управљачке структуре, утврђивањем визије и стратешког плана организације, постављањем циљева, избором консултаната и преузимањем обавезе да се организацији обезбеде неопходна средства за спровођење концепта МТК. Друга фаза захтева формирање савета за МТК, који ће утврдити политику квалитета и акциони план на том пољу. Кључну важност у овој фази има упознавање запослених са концептом МТК, те њихово навођење да га прихвате као остварење личног просперитета кроз просперитет организације. Пошто је реч о стратешком пројекту, челни човек организације мора бити његов истински заступник и најактивнији учесник, непрестано се старајући о одржавању позитивне слике МТК у установи, и то кроз ширење ентузијазма, оптимизма и разумевања. Он учествује у програму обуке, даје пример другима и награђује истакнуте појединце. Трећа фаза се односи на истраживања оријентисана на унутрашњу и спољашњу циљну јавност: путем анкета, упитника и интервјуа се утврђују предности и слабости организације, упоредо са очекивањима тих циљних група. Када се стекне права слика стања, формирају се тимови за анализу, процену и унапређење процеса, чиме је започет процес промена. У овој фази се запослени интензивно едукују о примени МТК, што на крају доводи до првих видљивих побољшања и успеха.

## Балдриџ награда
Балдриџ награда је награда која се додељује производним компанијама, услужним делатностима и малим предузећима да би им се признала достигнућа на пољу квалитета. Кандидати за награду се вреднују према низу критеријума концентрисаних на седам области:
1. Лидерство
2. Ефикасност у прикупљању и обради података
3. Планирање
4. Искоришћеност људског потенцијала
5. Управљање квалитетом производног процеса
6. Резултати у погледу квалитета
7. Функционисање и усредсређеност на задовољавање купца